# The Disaster Artist
The Disaster Artist es una película estadounidense cómica-dramática estrenada en 2017. Producida y dirigida por James Franco, con guion de Scott Neustadter y Michael H. Weber con base en la novela homónima de Greg Sestero, el filme recrea el rodaje de la película de culto The Room (2003), de Tommy Wiseau. Sus protagonistas son James y Dave Franco, que interpretan a Wiseau y Sestero, respectivamente, además de Seth Rogen, Alison Brie, Ari Graynor, Josh Hutcherson y Jacki Weaver en papeles de reparto. 
El rodaje comenzó el 8 de diciembre de 2015 y la premier se celebró durante el festival South by Southwest el 12 de marzo de 2017. La película se exhibió en el Festival Internacional de Cine de Toronto de 2017 y compitió en la sección oficial del Festival Internacional de Cine de San Sebastián de 2017, en el que ganó el premio principal, la Concha de Oro. Distribuida por A24, la cinta tuvo un estreno limitado en Estados Unidos a partir del 1 de diciembre de 2017, antes de su exhibición general desde el día 8 de diciembre.

## Argumento
La trama sigue al aspirante a actor Greg Sestero y su mentor Tommy Wiseau, un misterioso y excéntrico millonario con la pretensión de rodar su obra magna “The Room”, considerada por los críticos como una de las peores películas de la historia.

## Elenco
- James Franco como Tommy Wiseau.
- Dave Franco como Greg Sestero.
- Seth Rogen como Sandy Schklair.
- Ari Graynor como Juliette Danielle.
- Josh Hutcherson como Philip Haldiman.
- Jacki Weaver como Carolyn Minnott.
- Alison Brie como Amber.
- Megan Mullally como Sra. Sestero.
- Hannibal Buress como Bill Meurer.
- Jason Mantzoukas como Peter Anway.
- Paul Scheer como Raphael Smadja.
- Sharon Stone como Iris Burton.
- Melanie Griffith como Jean Shelton.
- Zac Efron como Dan Janjigian.
- Andrew Santino como Scott Holmes.
- June Diane Raphael como Robyn Paris.
- Nathan Fielder como Kyle Vogt.
- Bryan Cranston como el mismo.

## Premios
| Premio               | Categoría                           | Nominados                           | Resultado |
| -------------------- | ----------------------------------- | ----------------------------------- | --------- |
| Premios Óscar        | Mejor guion adaptado                | Scott Neustadter y Michael H. Weber | Nominada  |
| Premios Globo de Oro | Mejor película Comedia o musical    |                                     | Nominada  |
| Premios Globo de Oro | Mejor actor Comedia o musical       | James Franco                        | Ganador   |
| Premios Sant Jordi   | Mejor actor en película extranjera. | James Franco                        | Ganador   |

## Galería

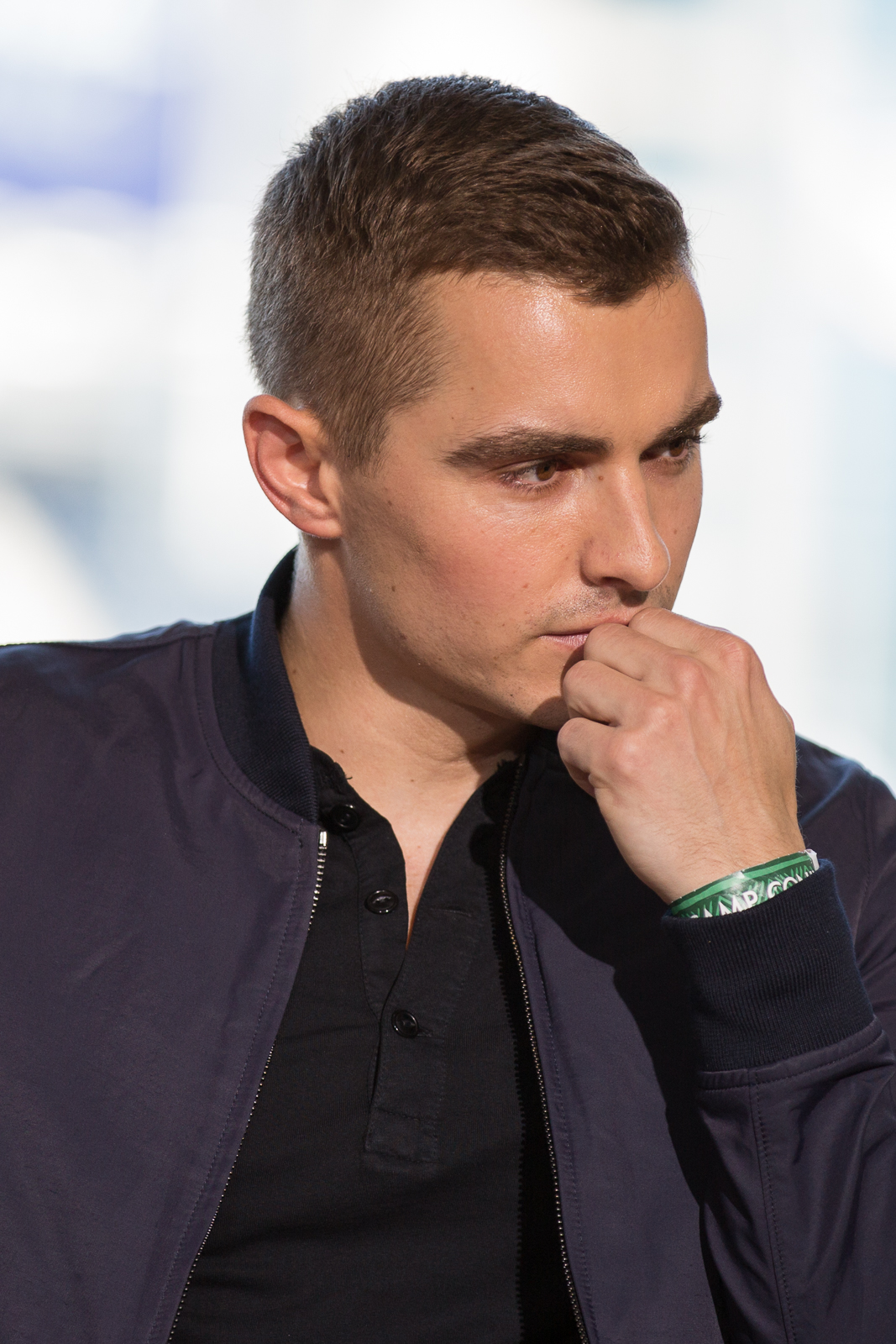
Dave Franco en 2016.
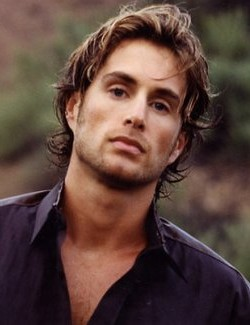
Greg Sestero en 2011.
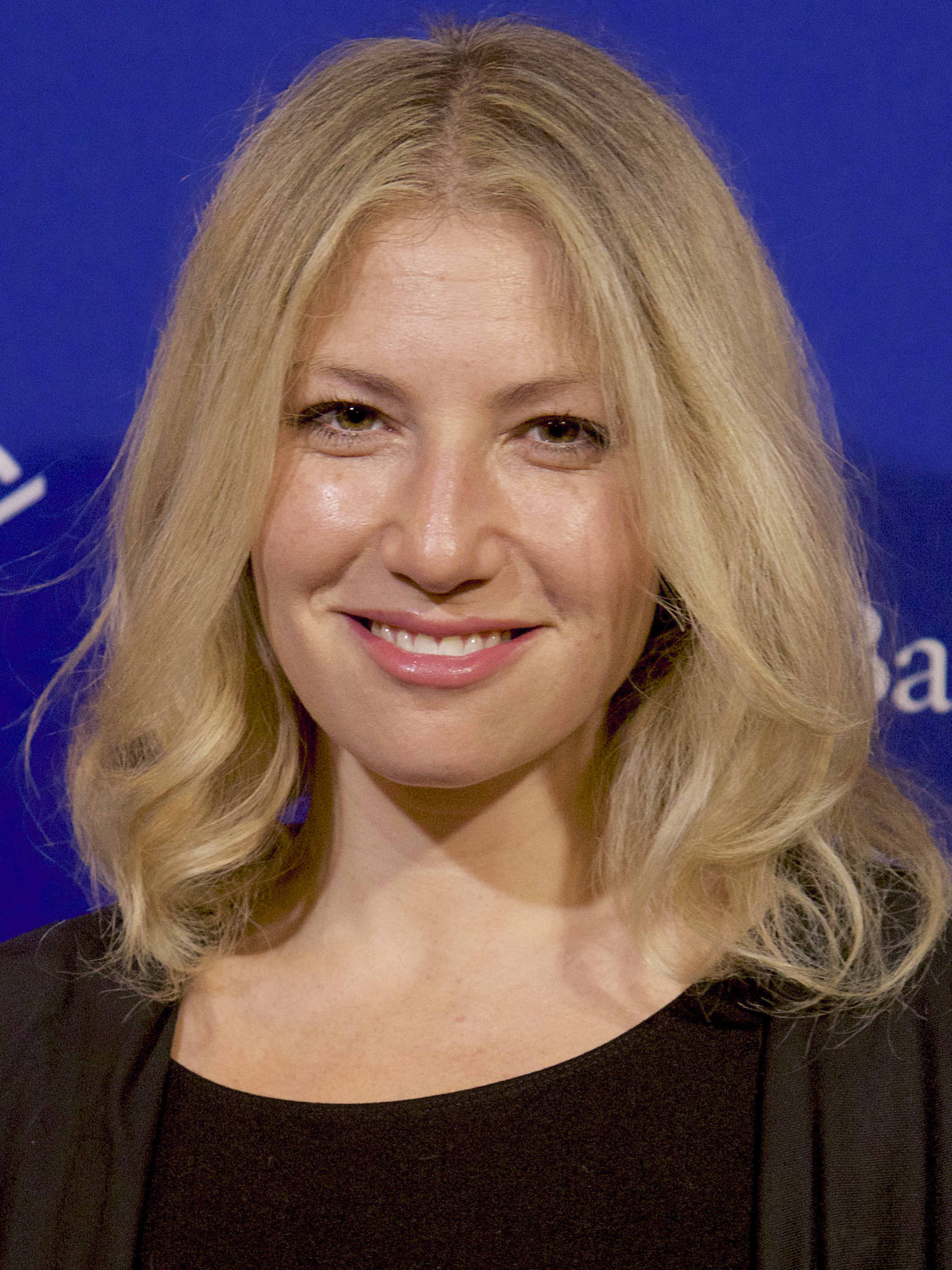
Ari Graynor en 2017.
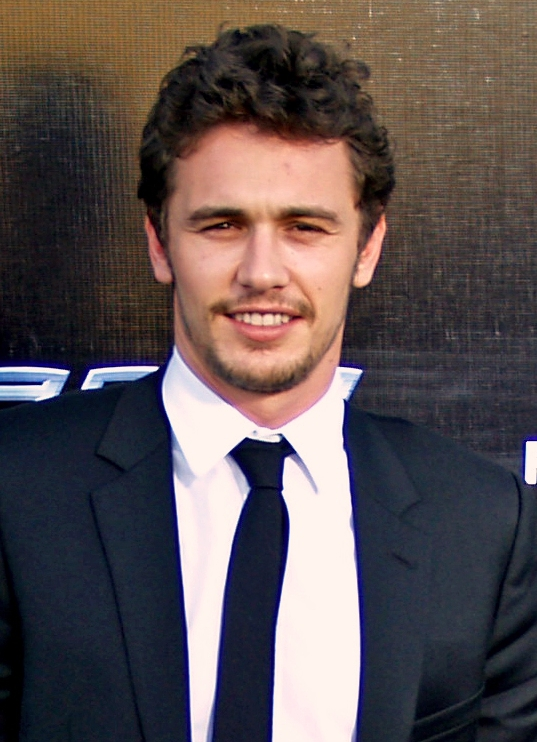
James Franco en 2007.
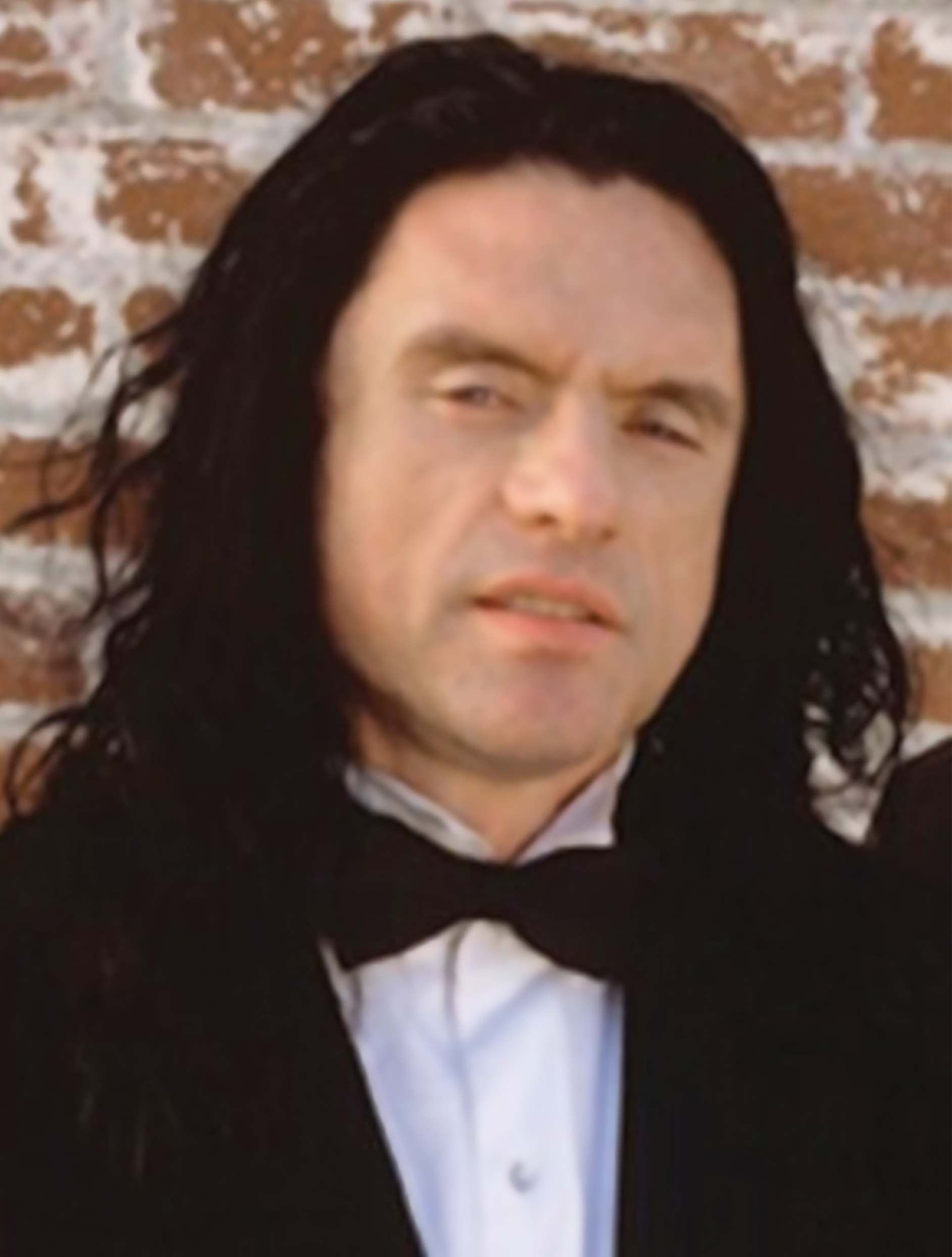
Tommy Wiseau en 2003
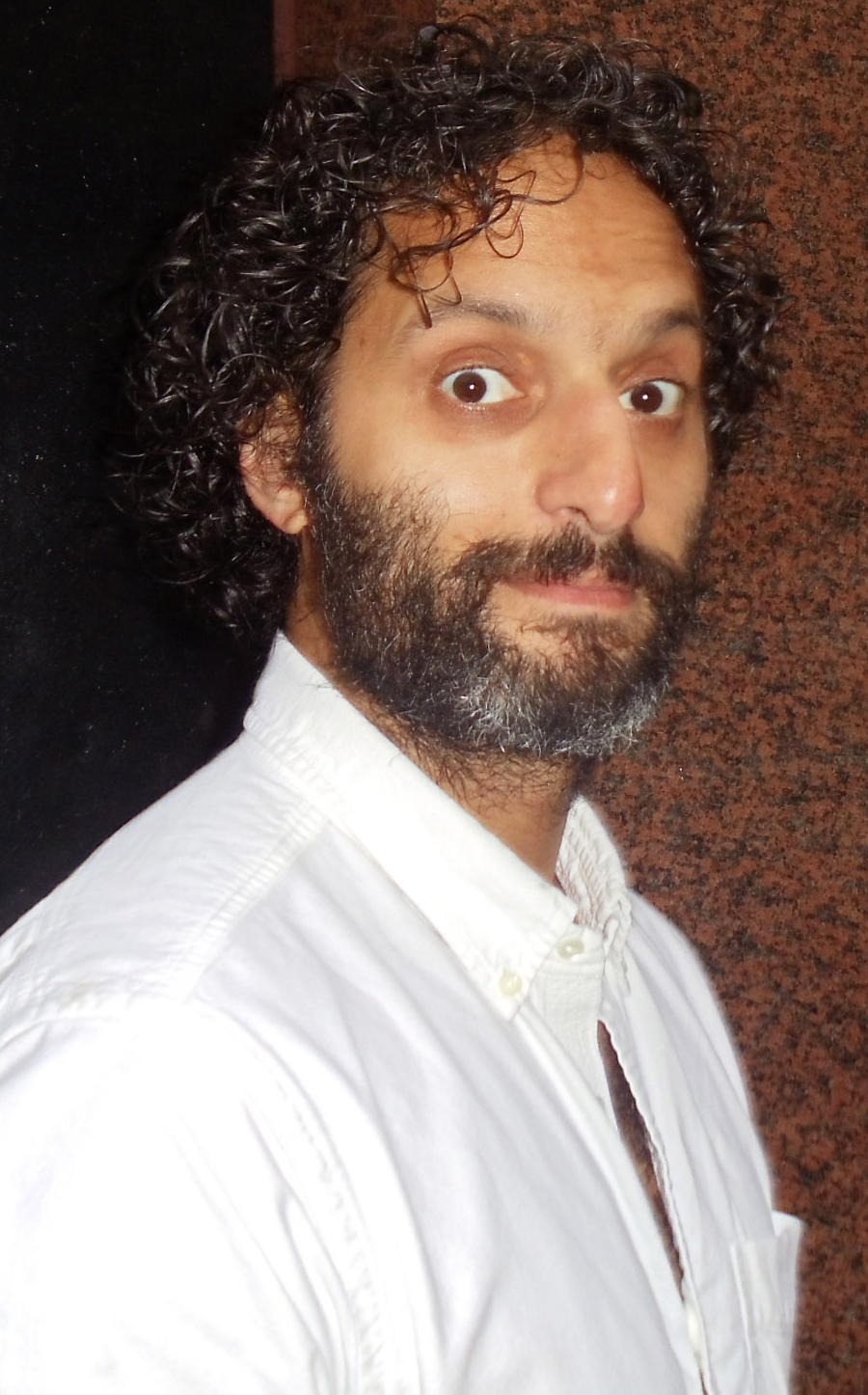
Jason Mantzoukas en 2015